# شارون أندرسون (مغنية)
شارون أندرسون هي مغنية كندية، ولدت في 1 ديسمبر 1955.